# 川勝歩
川勝 歩（かわかつ あゆむ、1963年7月1日 - ）は、南関東公営競馬の船橋競馬場に所属していた元調教師。

## 来歴
父親の川勝貫次も元調教師である。調教師になったきっかけは、「馬を育ててみたくなったから」だという。初出走は2001年6月28日の船橋競馬第1競走（セイリョウスター）で、それがそのまま初勝利となった。
2016年1月26日付けで調教師を勇退した。
森下博（川崎競馬場）、的場文男（大井競馬場）といった騎手が騎乗することも多かった。勇退時の所属騎手には、仲野光馬がいた。

## 通算成績
- 通算成績 - 157勝・2着137回・3着129回・出走回数1501回[1]

## 主な管理馬
- ノムラリューオー（2002年京浜盃、黒潮盃）[1]
- ファイブビーンズ（2003年埼玉新聞杯）[1]